# 미사흔
미사흔(未斯欣, ? ~433년), 또는 미사흠, 미해는, 신라 초기의 왕족이다.
눌지 마립간의 동생으로 왜국에 인질로 갔다가 박제상의 활약으로 신라로 돌아왔다.
박제상의 미사흔 구출에 대해서는 《삼국사기》 권 45 〈박제상전〉에 자세하며, 《삼국유사》에도 기록되어 있으나 두 기록의 연대가 다르다.
한편 《일본서기》 진구 황후기에 등장하는 신라의 왕자로 왜국에 인질로 온 미질기지파진간기(微叱己知波珍干岐)와 그를 신라로 귀국시킨 모마리질지 이야기가 실려 있어, 미질기지파진간기가 미사흔을 언급한 것으로 추정되고 있다.

## 생애

### 인질로 보내지다
《삼국사기》와 《삼국유사》는 모두 일찍이 왜국에 인질로 보내졌다는 것, 눌지 마립간의 대에 신라로 귀국하였고 박제상이라는 인물의 활약이 있었다고 하는 것은 공통되고 있지만, 그 이유나 시점에 대한 서술에서 조금씩 차이를 보이고 있다.
《삼국사기》에 따르면, 미사흔을 고구려에 인질로 보낸 것은 내물 마립간의 뒤를 이어 즉위한 실성 마립간이었는데, 그는 일찍이 내물 마립간의 명으로 고구려에 인질로 보내졌었던 인물로, 내물 마립간이 죽은 뒤 실성은 신라로 돌아와 내물 마립간의 아들들을 제치고 신라의 왕(마립간)으로 즉위했었다. 예전 내물 마립간에 의해 원하지도 않는데 고구려에 인질로 보내졌던 것에 대한 앙심으로 실성은 즉위하자마자 왜국과 화친을 맺으면서 왜왕이 내물 마립간의 아들인 미사흔을 인질로 삼기를 요청했고, 실성 마립간은 그 요청에 따라 미사흔을 인질로 보냈다. 이후 다른 아들인 복호 역시 고구려에 인질로 보내졌다.
반면 《삼국유사》는 《삼국사기》와 달리 미사흔이 인질로 왜국에 보내지게 된 것은 실성 이사금의 선대인 나밀왕 36년 경인의 일로 되어 있다. 미사흔을 인질로 보내게 된 것은 왜국이 먼저 사신을 보내어 화친을 요청해서였고, 그 요청에 따라 나물왕이 자신의 셋째 아들로 당시 열 살이던 미해(미사흔)을 내신 박사람(朴娑覽)을 딸려서 함께 보냈으며, 그대로 왜왕이 이들을 억류해 30년 동안 돌려 보내지 않았다고 서술하였다. 그리고 《삼국유사》 같은 조에 언급된 눌지왕은 "옛날 아버님께서는 성심으로 백성의 일을 생각하셨기 때문에 사랑하는 아들을 동쪽의 왜로 보냈다가 다시 못 보고 돌아가셨다"고 언급하고 있다.
한편 눌지는 고구려측의 도움(방조 내지 묵인)으로 실성을 제거하고 자신이 새로운 마립간으로 즉위하였다.

### 귀국에 이르기까지
눌지 마립간은 앞서 고구려와 왜국에 인질로 보내진 복호와 미사흔 두 동생의 귀국을 추진하였고, 그 적임자로 발탁된 것이 삽량주간 박제상이었다.
제상은 명을 받들어 고구려로 가서 복호를 귀국시켜 돌아오는데 성공했다. 눌지 마립간은 복호를 만나 기뻐하면서도 미사흔을 생각하며 슬퍼했다. 제상은 다시 자신이 가겠다고 나섰고, 집에도 들르지 않은 채 곧장 율포(栗浦)을 통해 왜국으로 떠났다.
제상은 떠나기 전 눌지 마립간에게 "고구려는 대국(大國)이고, 왕 역시 어진 임금이라 내가 한 마디 말로 깨우치게 할 수 있었지만 왜인의 경우는 말로 깨우칠 수가 없다"는 이유로 계략을 쓸 것을 아뢰면서, 자신이 떠난 뒤에 자신이 나라를 배반하여 논죄하였음을 왜국에 소문이 퍼지게 해 달라고 요청하였다. 그리고 왜국에 들어온 제상은 왜왕에게 "계림의 왕이 아무런 죄도 없이 내 아버지와 형을 죽였기로 이곳으로 도망쳐 왔다"고 하였다.
왜왕은 처음에는 제상의 말을 믿지 않았지만, 앞서 백제에서 온 사람이 왜왕에게 "신라가 고구려와 짜고 대왕의 나라를 침략하려 모의하였다"고 해서 왜왕이 군사를 보내 신라 국경 바깥에서 순찰하면서 지키게 하였는데 때마침 고구려가 쳐들어와서 왜의 순라군을 모두 잡아 죽였으므로 왜왕은 백제 사람이 한 말을 사실로 여겼고, 신라에서 미사흔과 제상의 가족을 잡아 가두었다는 소식이 전해지면서 제상이 정말 신라를 배반하고 도망쳐 온 것이라고 믿게 되었다.
제상이 도망쳐 왔다고 믿은 왜왕은 제상에게 집을 주어 편안히 머무르게 하였다. 이때 제상은 늘 미해(미사흔)을 모시고 바닷가에 나가 놀았고, 물고기와 새, 짐승을 잡아 매번 왜왕에게 바치기도 하였다. 이에 왜왕이 좋아하며 그들을 의심하지 않았고, 바닷가에서 놀며 새벽 안개가 자욱한 날을 기다려서 미해를 귀국시켰고, 왜국에 와 있던 계림 사람 강구려(康仇麗)를 동행하게 하였다고 《삼국유사》는 전한다. 강구려는 미사흔이 신라에 도착한 뒤에 미사흔이 무사히 귀국하였음을 눌지에게 알렸다.
《삼국사기》에는 왜왕이 군사를 내어 장차 신라를 습격하기로 하면서 제상과 미사흔을 장수로 임명해 길을 인도하게 하였다. 왜군은 바다 가운데에 있는 섬에 이르렀는데, 이곳에서 왜군 여러 장수들은 몰래 신라를 멸망시킨 뒤에는 제상과 미사흔의 처자를 잡아오자고 논하고 있었다. 제상은 이를 알고 미사흔과 함께 배를 타고 놀며 마치 물고기와 오리를 잡는 척하면서 왜인들을 방심하게 하였다. 왜인들이 그들에게 다른 마음이 없다고 생각하고 있는 사이에 제상은 미사흔에게 몰래 신라로 돌아가기를 권하였다. 미사흔은 아버지처럼 받드는 당신을 두고 혼자 돌아갈 수는 없다며 거절했지만, 제상은 둘이 같이 떠난다면 계획을 이룰 수 없다고 혼자서 갈 것을 권했다.
미사흔(미해)를 배에 태워 보낸 뒤에 제상은 왜인들이 미사흔이 빠져나간 것을 알지 못하게 하려고 일부러 늦잠을 자면서 "어제 배를 타서 나른하고 피곤해 일찍 일어나지를 못하겠다"고 둘러댔다. 《삼국유사》에는 미해(미사흔)의 방에 들어가 이튿날 아침까지 늦잠을 잤고, 사람들이 들어오려고 할 때마다 미해공은 어제 사냥하느라 너무 피곤해서 일어나지를 못한다고 핑계를 대며 방에 들어오지 못하게 막았다고 한다. 제상이 왜인들의 주의를 끄는 사이 미사흔은 무사히 달아났고, 왜인들은 뒤늦게 미사흔이 도망친 것을 알았으나 하필 안개가 자욱한 날이라 시야가 가려서 추격할 수가 없었다. 제상은 왜군에 잡혀 왜왕에게 압송되었고, 목도라는 섬으로 유배되어 화형에 처해졌다.
《삼국사기》에는 이를 눌지 마립간 2년(418년), 《삼국유사》는 눌지왕 10년 을축의 일로 기록하였다. 학자에 따라서 《삼국사기》의 기록된 시점을 채택하느냐 혹은 《삼국유사》의 기록된 시점을 채택하느냐에 따라 해석과 견해가 다양하게 나뉘고 있다.
《삼국사기》는 처음에 미사흔이 돌아오자, 눌지 마립간이 6부(部)에 명하여 멀리까지(《삼국유사》에는 굴헐역) 나가서 그를 맞이하게 하였다. 형제들이 모여 술자리를 마련하고 즐거움이 극에 달할 무렵 눌지 마립간 자신이 몸소 노래 부르고 춤을 추어 기쁜 뜻을 나타냈는데, 그 무악은 우식곡(憂息曲)이라는 제목으로 향악(鄕樂)으로써 《삼국사기》가 편찬되던 때까지 전해졌다.

### 귀국 이후
신라에 돌아온 뒤 미사흔은 박제상의 둘째 딸과 혼인하였으며 눌지 마립간 17년(433년) 5월 사망하였다. 사후 서불한(舒弗邯)이 추증되었다.

## 《일본서기》 기록과의 비교
《일본서기》권제9 진구 황후기에는 미사흔이 신라로 귀국하게 된 것이 진구 황후(神功皇后) 섭정(攝政) 5년의 일로 되어 있으며, 미사흔이 왜국에 인질로 오게 된 이유도 왜왕의 수교 요청이 아니라 진구 황후가 삼한을 정벌해 신라를 복속시키고 가야 지역에 이른바 '임나일본부'를 두었다는 이른바 '삼한 정벌 신화'의 줄거리에 짜맞추어 실려 있으며, 미사흔을 인질로 보낸 것도 파사매금(波沙寐錦) 즉 파사 이사금이라고 되어 있다.
미질허지간기(미사흔)가 신라에서 왜에 인질로 보내지게 된 내력과, 그가 다시 신라로 돌아가게 된 경위에 대해서, 일본 천황 중심으로 고대사 관련 기록을 윤색한 《일본서기》에서는 신화적인 진구 황후의 삼한정벌담과 결부지어 서술하고 있으며, 5세기 일본 열도에는 《일본서기》에서 기술하는 것과 달리 중앙집권적으로 통일된 정치 체제가 존재하지 않았다. 《삼국사기》에 나오는 왜는 《광개토대왕릉비》에 보이는 왜와 동일한 실체로 볼 수 있으므로 기나이의 야마토 정권으로 보기보다는 일본 열도에서 한반도로 나아가는 주요 교통로에 해당하는 기비 내지는 기타큐슈 - 후쿠오카 일대에 위치해 있던 호족 세력으로 비정되고 있다.
《일본서기》에는 미질기지파진간기(微叱己知波珍干岐) 또는 미질허지간기(微叱許智伐旱)라고 표기되어 있다. '파진간기'는 신라의 관등인 파진찬(波珍飡)의 다른 표기로 여겨진다.
한편신라에서 오례사벌(汚禮斯伐), 모마리질지(毛麻利叱智), 부라모지(富羅母智) 등을 보내어 조공하였는데, 이들은 왜국에 인질로 보내진 미질허지간기(微叱許智伐旱, 미사흔)를 돌아가게 하려는 생각이 있었다. 이에 미질허지를 통해, 신라에서 온 사신들에게 들으니 우리 왕이 내가 오래도록 돌아오지 않는 것에 연루시켜서 나의 처자를 모두 종으로 삼았다고 하는데 부디 잠깐 본토에 돌아가서 그 사정을 알아볼 수 있도록 해 달라고 청했고, 진구 황후가 함께 딸려 보낸 가쓰라기노 소쓰히코(葛城襲津彦)와 함께 쓰시마(對馬)에 도착하여 사히노 우미(鉏海)의 수문(水門)에 다다랐다. 이 때 모마리질지 등이 몰래 배와 뱃사공을 나누어 미질허지를 태우고 신라로 도망가게 하였다. 그리고 풀을 엮어서 만든 허수아비를 미질허지의 자리에 두어 병든 사람인 것처럼 속이고 소쓰히코에게 미질허지가 갑자기 병이 들어서 죽으려 한다고 말하였다. 소쓰히코가 사람을 시켜 병자를 돌보게 해서 모마리질지 등이 속임수로 미질허지를 신라로 도망시킨 것을 알고 이들을 모두 붙잡아 우리에 처넣고 불태워 죽였다. 그리고 신라로 쳐들어가 도비진(蹈鞴津)으로 초라성(草羅城)을 쳐서 돌아왔다, 라는 것으로, 《일본서기》는 이때 초라성에서 소쓰히코가 잡아온 포로들이 구와바라(桑原)과 사비(佐糜) · 다카미야(高宮) · 오시미(忍海) 4읍(邑)의 한인(漢人)들의 시조가 되었다는 유래담을 전하고 있다.

## 가계
- 아버지: 내물 마립간(奈勿麻立干)
- 어머니: 보반부인 김씨(保反夫人 金氏) - 미추 이사금(味鄒泥師今)의 딸[1]
  - 형: 눌지(訥祗)[1] - 417년에 마립간(麻立干)으로 즉위하였다.
  - 형: 복호(卜好) - 내물 마립간의 둘째 아들이다.[1]
  - 부인 : 박제상의 둘째 딸이다.[1]

한편 《삼국유사》 왕력편(王歷篇) 자비 마립간(慈悲麻立干)조에는 자비 마립간의 왕비를 '파호갈문왕의 딸'이라는 설명 외에 '●叱希角干' 또는 '●●角干'의 딸이라고도 언급하고 있는데(● 표시는 판본에 글자가 마모되어서 읽을 수가 없는 것이다), '파호'는 복호와 동일인물로 여겨지고 있다.
판본에서 식별이 어려운 해당 부분의 글자에 대해서 '●●角干'의 경우 도쿄 제국 대학 영인본 · 속장경본 · 최남선 교주본 · 이병도 역주본 · 이재호 역주본 · 권상로 역해본에는 모두 '未欣'이 빠진 것으로 추정하고 있으며, 조선사학회본에는 '未欣'로 되어 있어서, 해당 부분을 '미흔 각간'(未欣角干)으로 읽고 미흔을 미사흔과 동일인물로 보아, 복호나 미사흔 둘 중 한 사람(또는 복호나 미사흔 외의 제3자)이 자비 마립간의 부인의 아버지로 자비 마립간의 장인이 된다.

### 내용주
1. ↑  주보돈은 《삼국사기》에 등장하는 제상의 계보와 관련하여 《일본서기》 진구 황후기 해당 기사를 주목하면서, 해당 기록은 내용상의 왜곡, 착종이 심하긴 하더라도 '파사 이사금'이 미사흔과 관련하여 등장하는 것과 그 미사흔을 구출하는 것을 주도했던 박제상이 《삼국사기》 기록에서 파사 이사금의 5세 손 또는 그와 일정한 혈연적 관련을 가지고 등장한다는 사실이 서로 전혀 무관하지 않음을 시사하고, 파사 마립간이 박제상의 세계(世系)와 연결될 수 있는 일말의 가능성을 반영하는 듯하다고 하였다.[9]
2. ↑  일본의 사학자 기무라 마코토는 《일본서기》 기사에 미질허지(미사흔) 구출을 위해 파견된 인물로 모마리질지(제상) 앞에 등장하는 '우례사벌'을 인명이 아니라 지명으로 읽어서 우례사벌 즉 굴아화(屈阿火)라고도 불렸던 울산 지역 출신이라는 의미에서 모마리질지(제상)의 이름 앞에 붙인 것이고 이는 '우례사벌 (사람) 모마리질지'로 읽어서 제상의 출신지를 울산이라고 비정하였다.[13] 하지만 신현웅은 《삼국사기》 같은 한국측 기록이 버젓이 있는데 굳이 일본서기 기록을 따라야 할 이유는 없고, 좀 더 분명한 자료를 두고 음운상 해석 과정을 거쳐서 울산으로 비정해야 할 마땅한 이유도 없다고 반박하였다. 또한 《일본서기》의 해당 기사가 소위 임나일본부설(任那日本府說)의 논거가 되기도 한 진구 황후(神功皇后) 섭정 전년(前年)의 신라 정벌 기사, 섭정 49년 가라(加羅) 7국 평정(平定) 기사와도 연관있는 내용으로 되어 있는 점에서도, 그 자체 신빙할 만한 기록이 아니기에 특히 사료로 취할 바 있는 것도 아니라 해당 기사에 우리측 기록의 보조자료 이상의 의미를 부여하기는 어렵다고 하였다.[14] 한편 주보돈은 오례사벌의 해석에 대한 기무라의 주장에 대해 긍정적으로 보았다.
3. ↑  이재호 역주본에는 '希'자가 없다.